# Джон Мічелл
Джон Мічелл (John Michell; 25 грудня 1724 — 29 квітня 1793) — священик з села Торнхілл (графство Йоркшир), видатний англійський натураліст і геолог.
Займався астрономією, оптикою і гравітацією, одночасно як теоретик і експериментатор. Відкрив, зокрема, хвильоподібну природу землетрусів, здійснив цілий ряд оригінальних досліджень в області магнетизму і гравітації, передбачав можливість чорних дір, запропонував спосіб виробництва штучних магнітів. Його називали батьком сейсмології.
Вперше запропонував використовувати для визначення гравітаційної сталої крутильні терези і побудував прототип приладу для вимірювання маси Землі, проте не встиг поставити експеримент і провести обчислення самостійно.

Після смерті Мічелла його апаратура перейшла члену Лондонського Королівського товариства Генрі Кавендішу, який і обчислив масу нашої планети.